# Província de Etchū
Etchū (越中国, Etchū no kuni) foi uma antiga província do Japão no centro de Honshū, do lado do Mar do Japão. Fazia fronteira com as províncias de Echigo, Shinano, Hida, Kaga e Noto. A área é a atual prefeitura de Toyama.

Mapa das províncias japonesas (1868) com a província de Etchū em destaque

A antiga capital provincial era Takaoka, entretanto no Período Sengoku a área era comumente ocupada por senhores feudais de províncias vizinhas como Echigo e Kaga. 

## Antigos distritos
- Distrito de Imizu (射水郡) tornou-se Imizu e Himi (氷見郡)
- Distrito de Nei (婦負郡)
- Distrito de Niikawa (新川郡) tornou-se Distrito de Kaminiikawa e Distrito de Shimoniikawa
- Distrito de Tonami (礪波郡) tornou-se Distrito de Higashitonami e Distrito de Nishitonami